# ایستگاه (فیلم ۱۳۶۶)
ایستگاه فیلمی به کارگردانی یدالله صمدی و نویسندگی محمد نگهداری محصول سال ۱۳۶۶ است.

## خلاصه داستان
مردی نابغه رشته الکترونیک که تحصیلات خود را ناتمام رها کرده، تحت تأثیر شرایط روحی و روانی نامتعادل دوران کودکی اش، به پیشنهاد عموی خود که در رأس گروه ناشناس تروریستی قرار داشته یک بمب بسیار قوی‌الکترونیکی را در فاضلاب زیر ساختمان ایستگاه مرکزی راه‌آهن کار می‌گذارد. زمان انفجار بمب، ۴۵ دقیقه پس از نصب، پیش‌بینی شده‌است. مرد، هنگام ترک ایستگاه، همسر سابقش را در میان مسافران مشاهده می‌کند. پس از طی مسافتی، اتومبیل حامل گروه همراهش را متوقف می‌کند و به ایستگاه بازمی‌گردد. پس از مدتی جستجو در راه‌آهن، زن را می‌یابد و از او می‌خواهد که به اتفاق، ایستگاه را ترک کنند. در همین اثنا، بلندگوی ایستگاه، نیاز اورژانس ایستگاه را به یک پزشک، برای کمک به یک زن بیمار اعلام می‌کند. زن که یک پزشک است، موقتاً مرد را ترک می‌گوید و به اورژانس ایستگاه می‌رود. مرد ناگزیر و مضطرب، پشت در اورژانس، منتظر بازگشت او می‌ماند. اینک زن در اورژانس و مرد در سالن مرکزی ایستگاه در تنهایی خود، به مرور گذشته مشترکشان می‌پردازند و همپای آنها، بمب الکترونیکی در زیر ساختمان راه‌آهن، به لحظه انفجار نزدیک می‌شود.

## بازیگران
- پرویز پورحسینی
- گلچهره سجادیه
- ابراهیم‌آبادی
- سعید عباسی
- خسرو دستگیر
- اصغر زمانی
- یوسف صمدزاده
- بنفشه صمدی
- ملیحه ابراهیمی شعربافان
- شهلا ظرافت
- ناهید حمیدی
- سیما قره باغی
- مینا قره باغی
- مهناز قره باغی
- محمدعلی خجسته
- علی اکبر صعالکی
- فخرالدین معصومی
- محمد کستوانی
- خلیل بازارباشی
- کاظم غلامی
- علی محمد برجی
- فیروز حشمت
- یوسف قره تاشلو
- باقر فخری
- پرویز ظرافت
- اکرم عزیزیان
- روحیه خدادادی
- حمدالله صبح خیز
- ارشد خلیلی
- فریدون صبح خیز
- محمدعلی شیرجنگ
- سلیمان رفعت
- علیرضا صادقی صافی
- عزیز خلیل پور
- مجید شعله‌ور
- احمد اعتماد
- اکبر نعمتی
- علیرضا بیابانگرد
- غلامرضا اسدیان
- رضا قلی محجوب نیا
- محمد رضاپور
- بهروز عزیززاده
- علیرضا کمی زاده
- حسین رضایی
- فیروز خیری
- ناصر مشیریان
- فرخ رحیم زاده
- حیدرعلی آران
- یدالله حاجی زاده
- شهرام ظرافت
- یحیی عبداله زاده
- ابراهیم برجسته
- عیسی برجسته
- صفیه جلالی
- حمیده رمضانی
- لیلا وجدانیان
- عزیزه سعیدزاده
- زلیخا تقی‌زاده
- افسانه آبادی
- آزیتا آبادی
- رقیه فطانتا
- ملیحه علی‌زاده
- آتوسا آبادی
- عوض علی عباسی